# Herpsilochmus roraimae
A Herpsilochmus roraimae a madarak osztályának verébalakúak (Passeriformes) rendjébe és a hangyászmadárfélék (Thamnophilidae) családjába tartozó faj.

## Rendszerezése
A fajt Carl Eduard Hellmayr osztrák ornitológus írta le 1868-ban.

## Alfajai
- Herpsilochmus roraimae kathleenae W. H. Phelps Jr & Dickerman, 1980
- Herpsilochmus roraimae roraimae Hellmayr, 1903[2]

## Előfordulása
Dél-Amerika északi részén, Brazília és Venezuela területén honos. A természetes élőhelye a szubtrópusi vagy trópusi síkvidéki és hegyi esőerdők és száraz szavannák. Állandó, nem vonuló faj.

## Megjelenése
Testhossza 12–13 centiméter.

## Életmódja
Kevésbé ismert, valószínűleg rovarokkal és pókokkal táplálkozik.

## Külső hivatkozások
- Képek az interneten a fajról
- Xeno-canto.org